# Tzompantli

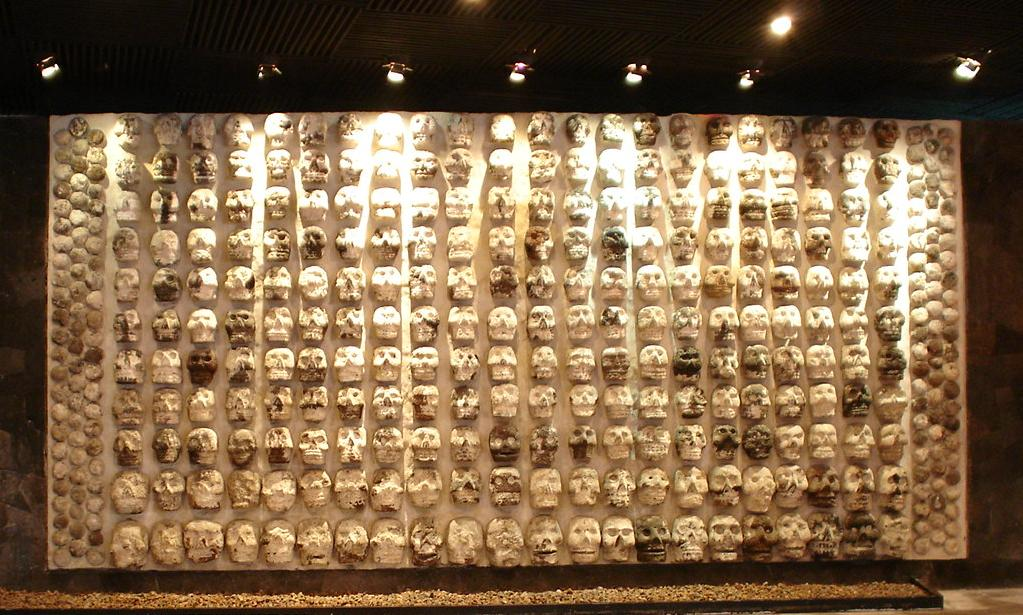
Tzompantli

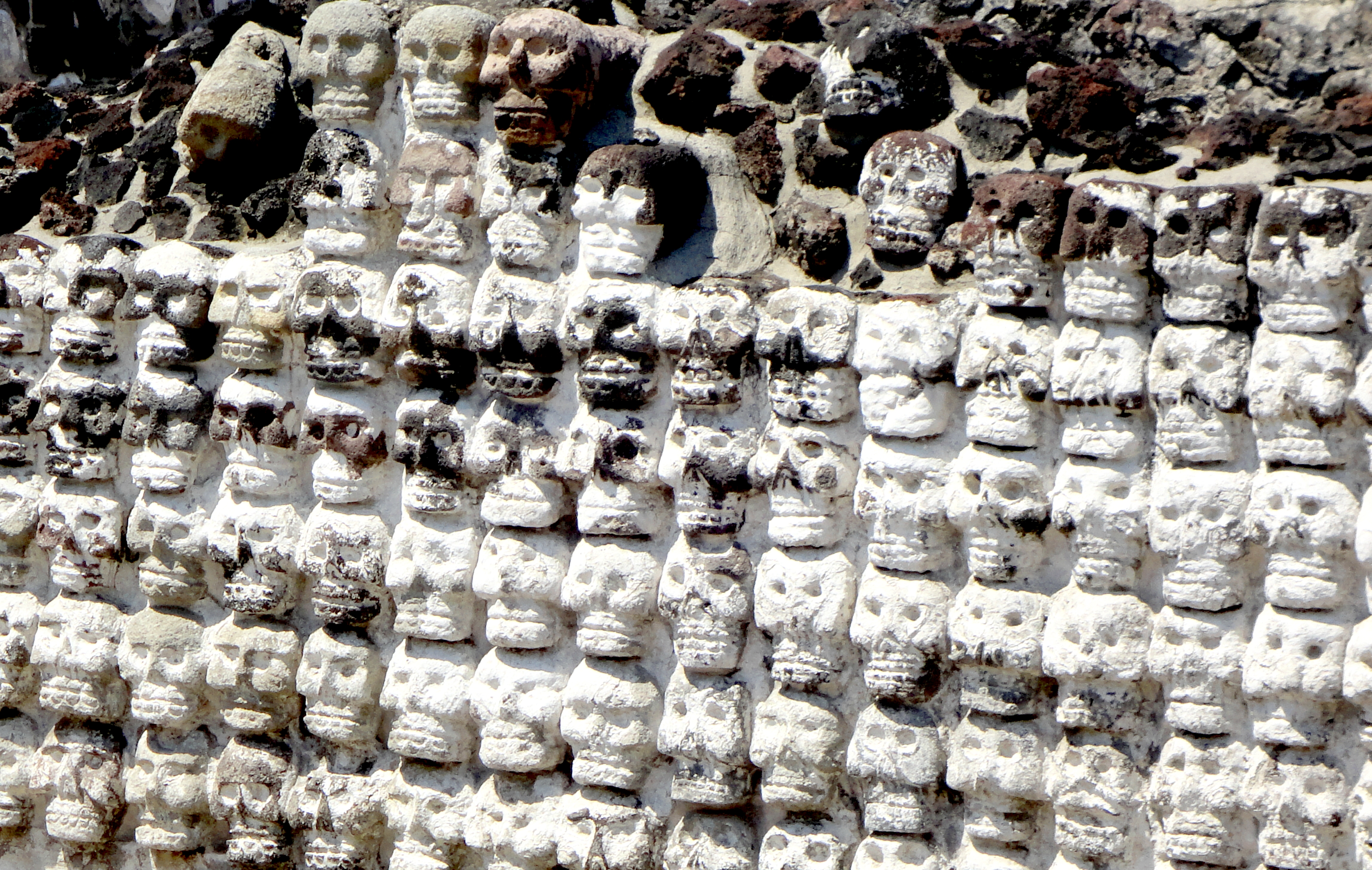
Tzompantli w Tenochtitlánie

Tzompantli (z języka nahuatl tzontli = "włosy", pantli = "rząd") - w meksykańskich kulturach prekolumbijskich drewniana konstrukcja służąca do publicznego pokazywania czaszek jeńców złożonych w ofierze w wyniku tzw. kwietnych wojen. Tego typu rzeźbione "ściany czaszek" spotykane są na stanowiskach archeologicznych, często były również przedstawiane w kodeksach azteckich.